# Попов (Кумылженский район)
Попов — хутор в Кумылженском районе Волгоградской области России. Административный центр Поповского сельского поселения. Население 662 чел. (2010).

## История
В соответствии с Законом Волгоградской области от 14 февраля 2005 года № 1006-ОД «Об установлении границ и наделении статусом Кумылженского района и муниципальных образований в его составе» хутор стал административный центром образованного Поповского сельского поселения.

## География
Расположен в западной части региона, в лесостепи, в пределах Хопёрско-Бузулукской равнины, являющейся южным окончанием Окско-Донской низменности, у р. Едовля. Река разделяет хутора Попов и Ольховский.
Абсолютная высота 87 метров над уровнем моря.
Уличная сеть
состоит из 17 географических объектов:
- Переулки: Грушевый пер., Донской пер., Садовый пер., Степной пер., Тополевый пер., Школьный пер.
- Улицы: ул. Имени Дронова, ул. Луговая, ул. Молодёжная, ул. Почтовая, ул. Прифермская, ул. Рогачи, ул. Центральная, ул. Юбилейная

## Население
| 2010 |
| ---- |
| 662  |

Гендерный состав
По данным Всероссийской переписи населения 2010 года в гендерной структуре населения из 662 человек мужчин — 327, женщин — 335 (49,4 и 50,6 % соответственно).
Национальный состав
Согласно результатам переписи 2002 года, в национальной структуре населения
русские составляли 96 % из общей численности населения в 666 чел..

## Инфраструктура
Развитое сельское хозяйство. Личное подсобное хозяйство.

## Транспорт
Завершение автодороги межмуниципального значения «Слащевская — Попов» (от автомобильной дороги «Жирновск — Рудня — Вязовка — Михайловка — Кумылженская — Вешенская (Ростовская область)») (идентификационный номер 18 ОП МЗ 18Н-66).